# Cinquantatré stazioni del Tōkaidō
Le Cinquantatré stazioni del Tōkaidō (東海道五十三次?, Tōkaidō Gojūsan-tsugi), nell'edizione Hōeidō (1833–1834), sono una serie di xilografie, giapponesi, appartenenti alla corrente ukiyo-e e create da Utagawa Hiroshige dopo il suo primo viaggio lungo la strada del Tōkaidō nel 1832.
La strada del Tōkaidō, che collegava la capitale dello shōgun, Edo, a quella dell'Imperatore, Kyōto, era la principale via dei viaggi e del commercio nel Giappone antico. Fa parte del gruppo delle Cinque strade di Edo (Gokaidō), le cinque maggiori strade create o sviluppate durante il periodo Edo, al fine di rafforzare il controllo dell'amministrazione centrale dello shōgunato sull'intero paese.
Benché l'edizione Hōeidō è di gran lunga la più famosa, le Cinquantatré stazioni del Tōkaidō erano un soggetto popolare che portò Hiroshige a produrre circa 30 diverse serie xilografiche sull'argomento, tutte diverse nelle dimensioni (ōban o chuban), nelle immagini e anche nel numero (alcune edizioni includono solo poche stampe). 
L'edizione Hōeidō fu l'opera ukiyo-e più venduta di sempre in Giappone. Uscì poco dopo le Trentasei vedute del Monte Fuji di Hokusai e stabilì questo nuovo grande tema dell'ukiyo-e, la stampa paesaggistica, fūkei-ga, con una speciale attenzione alle "vedute famose" (meisho). Queste stampe di paesaggi sfruttarono le nuove possibilità offerte dalla tecnica occidentale della prospettiva, che gli artisti giapponesi avevano ormai pienamente assimilato. 

## Le stampe nell'edizione Hōeidō
L'edizione Hōeidō si intitola propriamente  (東海道五十三次之内?, Tōkaidō Gojūsan-tsugi no uchi). Oltre alle cinquantatré stazioni, le serie include una stampa per la partenza, Nihonbashi (il ponte del Giappone), e una finale per l'arrivo a Keishi, Kyoto, la capitale imperiale.
| №  | Stampa                            | Numero e nome della stazione                                    | Giapponese        | Traslitterazione                      |
| -- | --------------------------------- | --------------------------------------------------------------- | ----------------- | ------------------------------------- |
| 1  | Prima edizione: Seconda edizione: | Lasciando Edo: Nihonbashi, (il ponte del Giappone)              | 日本橋?           | Nihonbashi                            |
| 2  |                                   | 1ª stazione: Shinagawa.                                         | 品川?             | Shinagawa                             |
| 3  |                                   | 2ª stazione: Kawasaki                                           | 川崎?             | Kawasaki                              |
| 4  |                                   | 3ª stazione: Kanagawa                                           | 神奈川?           | Kanagawa                              |
| 5  |                                   | 4ª stazione: Hodogaya                                           | 程ヶ谷, 保土ヶ谷? | Hodogaya                              |
| 6  |                                   | 5ª stazione: Totsuka                                            | 戸塚?             | Totsuka                               |
| 7  |                                   | 6ª stazione: Fujisawa                                           | 藤沢?             | Fujisawa                              |
| 8  |                                   | 7ª stazione: Hiratsuka                                          | 平塚?             | Hiratsuka                             |
| 9  |                                   | 8ª stazione: Oiso (Rain on a town by the coast)                 | 大磯?             | Oiso                                  |
| 10 |                                   | 9ª stazione: Odawara (Crossing the Sakawa river at a ford)      | 小田原?           | Odawara                               |
| 11 |                                   | 10ª stazione: Hakone (High rocks by a lake)                     | 箱根?             | Hakone                                |
| 12 |                                   | 11ª stazione: Mishima (Travellers passing a shrine in the mist) | 三島?             | Mishima                               |
| 13 |                                   | 12ª stazione: Numazu                                            | 沼津?             | Numazu                                |
| 14 |                                   | 13ª stazione: Hara (Travellers passing Mount Fuji)              | 原?               | Hara                                  |
| 15 |                                   | 14ª stazione: Yoshiwara                                         | 吉原?             | Yoshiwara                             |
| 16 |                                   | 15ª stazione: Kanbara (A village in the snow)                   | 蒲原?             | Kanbara                               |
| 17 |                                   | 16ª stazione: Yui (Travellers on a high cliff by the sea)       | 由井, 由比?       | Yui                                   |
| 18 |                                   | 17ª stazione: Okitsu                                            | 興津?             | Okitsu                                |
| 19 |                                   | 18ª stazione: Ejiri                                             | 江尻?             | Ejiri                                 |
| 20 |                                   | 19ª stazione: Fuchū                                             | 府中, 駿府?       | Fuchū                                 |
| 21 |                                   | 20ª stazione: Mariko (A roadside restaurant)                    | 鞠子, 丸子?       | Mariko                                |
| 22 |                                   | 21ª stazione: Okabe                                             | 岡部?             | Okabe                                 |
| 23 |                                   | 22ª stazione: Fujieda                                           | 藤枝?             | Fujieda                               |
| 24 |                                   | 23ª stazione: Shimada                                           | 島田?             | Shimada                               |
| 25 |                                   | 24ª stazione: Kanaya (Crossing a wide river)                    | 金屋, 金谷?       | Kanaya                                |
| 26 |                                   | 25ª stazione: Nissaka                                           | 日坂?             | Nissaka                               |
| 27 |                                   | 26ª stazione: Kakegawa                                          | 掛川?             | Kakegawa                              |
| 28 |                                   | 27ª stazione: Fukuroi                                           | 袋井?             | Fukuroi                               |
| 29 |                                   | 28ª stazione: Mitsuke                                           | 見附?             | Mitsuke                               |
| 30 |                                   | 29ª stazione: Hamamatsu                                         | 浜松?             | Hamamatsu                             |
| 31 |                                   | 30ª stazione: Maisaka                                           | 舞阪?             | Maisaka                               |
| 32 |                                   | 31ª stazione: Arai                                              | 荒井, 新居?       | Arai                                  |
| 33 |                                   | 32ª stazione: Shirasuka                                         | 白須賀?           | Shirasuka                             |
| 34 |                                   | 33ª stazione: Futagawa                                          | 二川?             | Futagawa                              |
| 35 |                                   | 34ª stazione: Yoshida                                           | 吉田?             | Yoshida                               |
| 36 |                                   | 35ª stazione: Goyu                                              | 御油?             | Goyu                                  |
| 37 |                                   | 36ª stazione: Akasaka                                           | 赤坂?             | Akasaka                               |
| 38 |                                   | 37ª stazione: Fujikawa                                          | 藤川?             | Fujikawa                              |
| 39 |                                   | 38ª stazione: Okazaki                                           | 岡崎?             | Okazaki                               |
| 40 |                                   | 39ª stazione: Chiryu                                            | 池鯉鮒, 知立?     | Chiryu                                |
| 41 |                                   | 40ª stazione: Narumi                                            | 鳴海?             | Narumi                                |
| 42 |                                   | 41ª stazione: Miya                                              | 宮?               | Miya                                  |
| 43 |                                   | 42ª stazione: Kuwana                                            | 桑名?             | Kuwana                                |
| 44 |                                   | 43ª stazione: Yokkaichi                                         | 四日市?           | Yokkaichi                             |
| 45 |                                   | 44ª stazione: Ishiyakushi                                       | 石薬師?           | Ishiyakushi                           |
| 46 |                                   | 45ª stazione: Shōno                                             | 庄野?             | Shōno                                 |
| 47 |                                   | 46ª stazione: Kameyama (A castle on a snow-covered slope)       | 亀山?             | Kameyama                              |
| 48 |                                   | 47ª stazione: Seki (Departure from the inn)                     | 関?               | Seki                                  |
| 49 |                                   | 48ª stazione: Sakashita                                         | 坂下?             | Sakashita                             |
| 50 |                                   | 49ª stazione: Tsuchiyama                                        | 土山?             | Tsuchiyama                            |
| 51 |                                   | 50ª stazione: Minakuchi                                         | 水口?             | Minakuchi                             |
| 52 |                                   | 51ª stazione: Ishibe                                            | 石部?             | Ishibe                                |
| 53 |                                   | 52ª stazione: Kusatsu                                           | 草津?             | Kusatsu                               |
| 54 |                                   | 53ª stazione: Otsu                                              | 大津?             | Otsu                                  |
| 55 |                                   | La fine del Tōkaidō: arrivo a Kyoto.                            | 京師?             | Sanjō Ōhashi a Keishi ("la capitale") |